# Süddeutsche Handballmeisterschaft 1961
Die Süddeutsche Handballmeisterschaft 1961 war die zwölfte vom (SHV) Süddeutschen Handballverband ausgerichtete Endrunde um die Süddeutsche Meisterschaft im Hallenhandball
 der Männer. Sie wurde vom 11. bis 18. Februar 1961 in Freiburg (A), Ansbach (B) und Karlsruhe (Endrunde) ausgespielt.

## Turnierverlauf

Landkarte Regionalverbände
Die beiden linken blauen Felder umfassten zu der Zeit den Bereich des Süddeutschen Handballverbandes SHV

Meister wurde der TC Frisch Auf Göppingen, der sich damit für die Endrunde zur Deutschen Meisterschaft 1961 in Berlin qualifizierte, bei der die Göppinger auch die Deutsche Meisterschaft gewannen.

### Modus
Teilnahmeberechtigt waren jeweils die Meister und Vizemeister von der Endrunde Baden, Verbandsliga Südbaden, Verbandsliga Württemberg und der Bayernliga. Es wurde eine Vorrunde in zwei Gruppen gespielt. Die zwei bestplatzierten Teams jeder Gruppe nahmen an der Endrunde zur Süddeutschen Meisterschaft teil. Nur der Meister war für die Endausscheidung zur Deutschen Meisterschaft qualifiziert.

### Teilnehmer
Gruppe A
- TC Frisch Auf Göppingen (M)
- FT 1844 Freiburg
- TV 1898 Seckenheim
- TSV 1860 Ansbach (BY)

Gruppe B
- TS Göppingen
- SG 07 St.Leon
- Regensburger TS
- TuS Schutterwald

* Vorrundensieger fett gedruckt 

### Endrundentabelle
|    | Mannschaft                  | Spiele | Punkte |
| -- | --------------------------- | ------ | ------ |
| 1. | TC Frisch Auf Göppingen (M) | 3      | 6:0    |
| 2. | TS Göppingen                | 3      | 4:2    |
| 3. | SG 07 St.Leon               | 3      | 2:4    |
| 4. | FT 1844 Freiburg            | 3      | 0:6    |

Süddeutscher Meister und für die Endrunde zur Deutschen Meisterschaft 1961 qualifiziert

## Frauen
Süddeutsche Meisterschaft
- 1. 1. FC Nürnberg